# Омарова, Мария Нургалиевна
Мария Нургалиевна Омарова (род. 1951, с. Коктал, Казахстан) — советский и казахский учёный, доктор медицинских наук.

## Биография
Окончила педиатрический факультет Алматинского государственного медицинского института в 1974 году. Работала стажером-исследователем, аспирантом, ассистентом кафедры анатомии, главным преподавателем, зав кафедрой экологии КазГМУ (1974—1995 гг.)
С ноября 1999 по август 2000 — Председатель Агентства Республики Казахстан по делам здравоохранения.
Автор ряда научных статей и патентов республики Казахстан. С ноября 2000 года — директор Научного центра гигиены и эпидемиологии им. Х. Жуматова.